# Packard Pacific

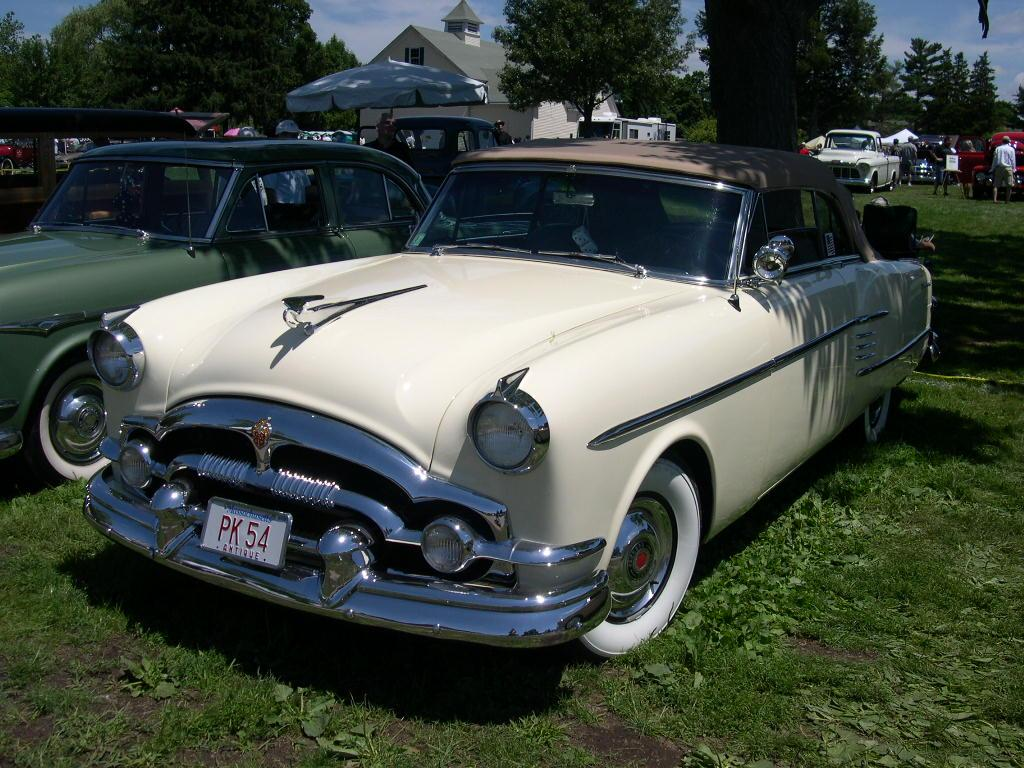
Packard Pacific (1954)

Der Packard Pacific war ein Hardtop-Coupé, das die Packard Motor Car Company in Detroit nur im Modelljahr 1954 als Bestandteil der 54. Serie fertigte. Es ersetzte das Modell Mayfair und ist technisch identisch mit dem Convertible (Cabriolet) des gleichen Jahrgangs.
Zusammen mit dem Caribbean Custom, dem Patrician 400, dem Cavalier und dem  einfach "Packard" genannten Cabriolet gehörte er zur "Packard-Line", die sich mit ihrer luxuriöseren Ausstattung von den Clipper-Modellen dieses Modelljahres unterschied.
1954 war das letzte Jahr, in dem Packard Reihenachtzylindermotoren verwendete. Neu für dieses Modelljahr erhielten auch Hardtop (Pacific), Convertible und Caribbean (aber nicht der Cavlier Touring Sedan) den größten Motor, der zuvor ausschließlich dem Patrician 400 Touring Sedan und den davon abgeleiteten Versionen mit langem Radstand vorbehalten gewesen war. Dieser Reihenachtzylindermotor mit seitlich stehenden Ventilen und neunfach gelagerter Kurbelwelle hatte einen Hubraum von 359 cu. in. (5.883 cm³; Bohrung × Hub = 90,5 mm × 107,95 mm). Die Leistung dieser letzten und stärksten Ausführung stieg von 180 bhp (132 kW) auf 212 bhp (156 kW) bei 4.000/min.
Dies war auch das letzte Jahr, in dem Hardtop Coupé und Cabriolet der Packard-Reihe auf dem kürzeren Chassis aufgebaut waren. Der Radstand des Fahrgestells betrug 122 in. (3.099 mm). Die Karosserie erhielt, wie die ganze Packard- und Packard-Clipper Baureihe, nur minimale optische Retouchen. Vom 53er Modelljahr unterscheiden sich die Packard-Modelle durch kleine Aufsätze auf den Scheinwerfern und eine geänderte Chromzier an der Flanke. Es standen 13 Farbtöne zur Verfügung. Wie schon beim Mayfair konnte das Dach gegen Aufpreis in einer farblich vom Rest der Karosserie abgesetzten Farbe bestellt werden, wodurch das Hardtop-Coupé auf den ersten Blick wie ein Cabriolet wirkte. Fast alle Pacific wurden mit dieser Option bestellt. Es waren 12 Farbkombination erhältlich. Die Sitze waren ausschließlich in einer Kombination von Echtleder mit Nylonstoff-Einsatz lieferbar. Möglich waren 5 Varianten: Echtleder schwarz/Nylonstoff weiß, Echtleder schwarz/Nylonstoff gelb, Echtleder grün/Nylonstoff grün, Echtleder rot/Nylonstoff schwarz und Echtleder elfenbein/Nylonstoff schwarz.
Der Packard Pacific trug die Modellnummer 5477. Er wog 4.065 lbs und kostete 3.827 US$. Es wurden 1.189 Stück gebaut.